# Fidippo
Nella mitologia greca, Fidippo (in greco antico: Φείδιππος) fu re di Coo, figlio di Tessalo e Calciope, e, attraverso il padre, nipote di Eracle.
Igino lo ricorda nelle schiere di pretendenti di Elena. Si legò al giuramento di Tindaro, padre della giovane, con cui tutti i pretendenti promisero di accorrere in aiuto dell'uomo che il sorteggio avrebbe scelto come sposo della fanciulla. Elena fu presto rapita da Paride e il suo consorte Menelao s'appellò alla promessa che avrebbe chiamato in causa i moltissimi prodi anni prima. Fidippo raccolse trenta navi e veleggiò verso Troia assieme al fratello Antifo.
I Greci imboccarono però la strada sbagliata e approdarono in Misia, regione asiatica alleata di Priamo e dominata da Telefo, figlio d'Eracle. Prima di ricorrere alla violenza, si tentò dapprima una soluzione pacifica, e Fidippo fu mandato insieme al fratello e allo zio Tlepolemo presso la corte di Telefo per rammentargli il legame parentale che li univa.
Fidippo s'introdusse assieme al fratello nel Cavallo di Troia, ma forse Antifo non visse abbastanza a lungo per salirvi. All'indomani della caduta di Troia, l'eroe sbarcò sull'isola di Andro e infine a Cipro, dove s'insediò coi suoi compagni.

## Curiosità
A Fidippo è intitolato l'asteroide troiano 17351 Pheidippos.

### Fonti
- Omero, Iliade, libro II, versi 676-680.
- Pseudo-Apollodoro, Epitome, libro VI, 15.
- Gaio Giulio Igino, Fabula, 81.
- Strabone IX, 444.

### Traduzione delle fonti
- Rosa Calzecchi Onesti, Omero. Iliade, seconda edizione, Torino, Einaudi, 1990, ISBN 978-88-06-17694-5. Traduzione di Rosa Calzecchi Onesti.
- Apollodoro, Biblioteca, Milano, Mondadori, 1998, ISBN 88-04-55637-4. Traduzione di Marina Cavalli

### Moderna
- Anna Ferrari, Dizionario di mitologia, Litopres, UTET, 2006, ISBN 88-02-07481-X.
- Angela Cerinotti, Miti dell'antica Grecia e di Roma Antica, Verona, Demetra, 1998, ISBN 978-88-440-0721-8.